# Filipe Soares
Filipe Bezerra Ribeiro Soares, (Rio de Janeiro, 4 de dezembro de 1981) é um político brasileiro, filiado ao UNIÃO. É filho do missionário R. R. Soares.

## Biografia
Em 2014, foi eleito deputado estadual para a Legislatura 2015-2019, com 39.058 votos.
Em abril de 2015, em polêmica votação, foi um dos parlamentares a votar a favor da nomeação de Domingos Brazão para o Tribunal de Contas do Estado do Rio de Janeiro, nomeação esta muito criticada na época.
No dia 20 de fevereiro de 2017, foi um dos 41 deputados estaduais a votar a favor da privatização da CEDAE. Em setembro de 2017, votou contra a aprovação das contas de 2016 do governo Pezão.
Em 17 de novembro de 2017, votou pela revogação da prisão dos deputados Jorge Picciani, Paulo Melo e Edson Albertassi, denunciados na Operação Cadeia Velha, acusados de integrar esquema criminoso que contava com a participação de agentes públicos dos poderes Executivo e do Legislativo, inclusive do Tribunal de Contas, e de grandes empresários da construção civil e do setor de transporte.
Em 2018, foi eleito deputado estadual para a legislatura 2019-2023, com 40.308 votos.
Nessa nova legislatura, se aproximou do espectro político conservador do governo federal. A exemplo, o projeto de lei 3147/2020 que visa coibir ações descriminatórias contra cristãos, Cristofobia.
Em outubro de 2019, ele votou contrário a soltura de deputados presos pela Operação Furna da Onça, desdobramento da Operação Lava Jato no estado do Rio de Janeiro, demonstrando uma nova maneira de se posicionar na casa.
Em dezembro de 2021, apresentou o Projeto de Lei 4.919/21, em parceria com o Deputado Márcio Gualberto (PSL), "que proíbe a discriminação de pessoas que se recusarem a tomar a vacina contra o coronavírus." 